# Corehouse

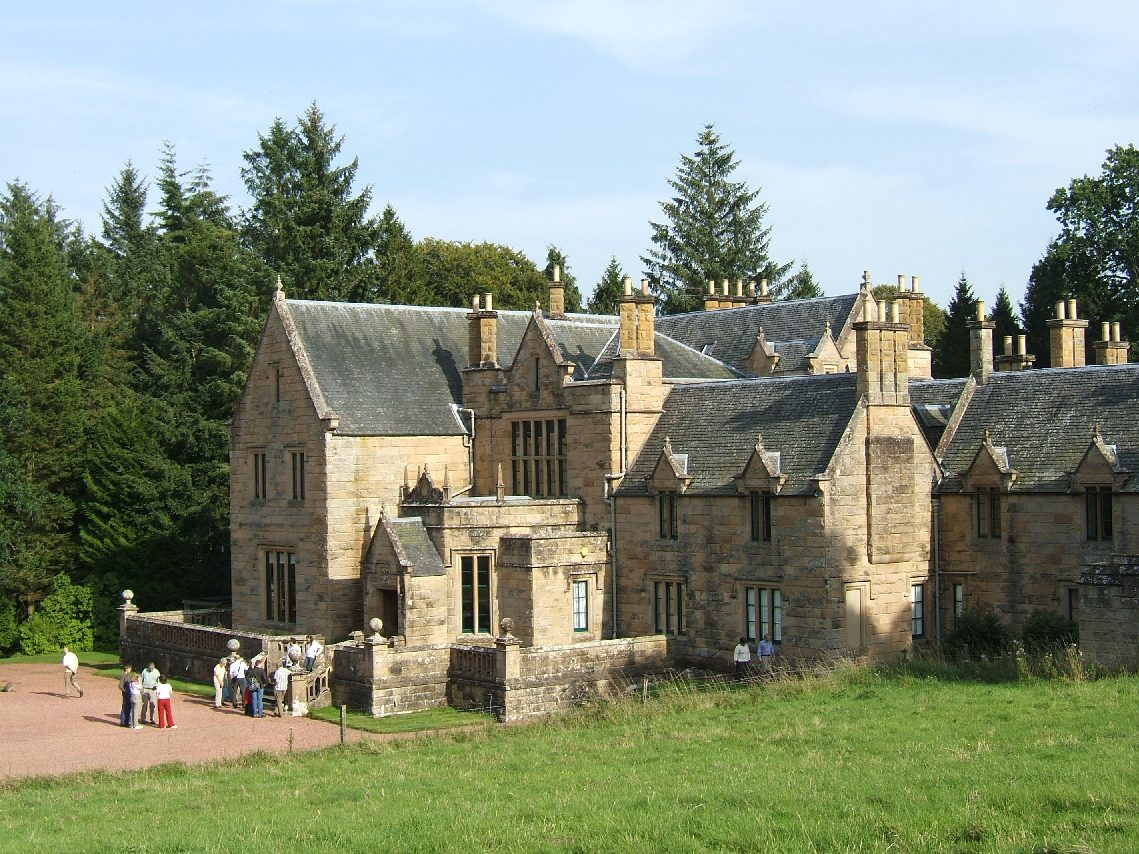
Corehouse

Corehouse ist eine Villa in Schottland. Sie liegt nahe der Stadt Lanark in der Council Area South Lanarkshire. 1980 wurde das Bauwerk in die schottischen Denkmallisten in der höchsten Kategorie A aufgenommen.

## Beschreibung
Die Villa steht isoliert am linken Ufer des Clyde rund zwei Kilometer südlich von Lanark. Für den Entwurf des zwischen 1824 und 1827 entstandenen Corehouse zeichnet der englische Architekt Edward Blore verantwortlich. Bauherr war George Cranstoun, Lord Corehouse. Die zweistöckige Villa ist im tudorgotischen Stil ausgestaltet. Sie gilt als erste Arbeit Blores, bei der er eine Landvilla im Cotswold Style nachzubilden versuchte. In seinem weiteren Schaffen sollte er diesen Stil des Öfteren verfolgen.
Das zweistöckige Corehouse ist asymmetrisch aufgebaut. Es ruht auf einer erhabenen Terrasse mit steinerner Balustrade. Das Mauerwerk ist bossiert. An der Südwestseite ragt ein markanter Turm mit oktogonalem Grundriss auf. Die meist drei- oder vierteiligen Sprossenfenster sind teils zu Zwillings- oder Drillingsfenstern gekuppelt. Lukarnen ragen in die schiefergedeckten Satteldächer.